# Psychotria lasiantha
Psychotria lasiantha là một loài thực vật có hoa trong họ Thiến thảo. Loài này được Schltr. & K.Krause miêu tả khoa học đầu tiên năm 1908.